# HMS Spitfire
HMS Spitfire je (bilo) ime več vojaških plovil Kraljeve vojne mornarice:
- HMS Spitfire (1783)
- HMS Spitfire (1895)
- HMS Spitfire (1912)